# Procles
En la mitología griega, Procles (en griego antiguo, Προκλῆς) era uno de los heraclidas y, en concreto, un descendiente de Heracles, e hijo de Aristodemo y Argía. Su gemelo fue Eurístenes.
Tras las expediciones bélicas de los Heraclidas, que llegaron a ocupar casi todo el Peloponeso, en el reparto de lotes, ellos dos juntos recibieron la tierra de Lacedemonia, y fundaron el reino de Esparta. Otra tradición, sin embargo, decía que ya su padre Aristodemo se había establecido en Esparta en calidad de rey de este territorio. Según esta tradición, cuando nacieron, Aristodemo murió enseguida de enfermedad y los lacedemonios decidieron nombrar rey al mayor de los gemelos, pero no sabían cual de los dos había nacido primero. Su madre sabía cual era el mayor pero decía que ni siquiera ella sabía distinguirlos porque quería que ambos llegaran a ser reyes. Al consultar al oráculo de Delfos, la pitia dijo a los lacedemonios que los dos debían ser reyes, aunque deberían honrar más al mayor. Para averiguar quién era el mayor, por consejo de un mesenio, observaron a quien bañaba y daba el pecho la madre en primer lugar, resultando que el preferido era Eurístenes.
Así, Procles fue el mítico fundador de la dinastía de los Euripóntidas de los Reyes de Esparta, mientras su hermano era el fundador de la dinastía de los Agíadas. Procles fue padre de Soos.
Una vez adultos, únicamente coincidieron en ayudar a Teras en sus planes de colonización. En todo lo demás fueron siempre rivales, igual que sus descendientes.